# Centro assistenziale di pronto intervento
I centri assistenziale di pronto intervento (CAPI), in Italia, sono dei centri di raccolta di materiale di varia natura che può essere usato in caso di calamità. 
Furono previsti dalla legge 8 dicembre 1970 n. 996.
Ad oggi vi sono 10 centri e sono collocati presso:
- Ancona (frazione Varano)
- Barberino di Mugello
- Capua
- Novi Ligure
- Portoferraio
- Potenza
- Reggio Calabria
- Palermo
- Roma
- Terni

## Materiale utilizzato
Gran parte del materiale di utilizzo corrente nei predetti centri è rappresentato da container, generatori e moduli igienici prefabbricati.
I container possono ospitare tende da campo (modulari o pneumatiche), brande oppure materiale elettrico sufficiente alla fornitura di energia elettrica di una tendopoli.